# Саболч Шен
Саболч Герге Шен (мађ. Szabolcs Gergő Schön; Будимпешта, 27. септембар 2000) је мађарски професионални фудбалер који игра на позицији крила за Фехервар и репрезентацију Мађарске.

## Каријера

### Клуб
У априлу 2021. Шен је потписао уговор са Даласом. Вратио се у Мађарску 26. августа 2022, потписавши за Фехервар.

## Репрезентација
Дана 1. јуна 2021, Шен је укључен у тим од 26 играча која је представљала Мађарску на поново заказаном УЕФА Европском турниру 2020. Учествовао је у две од три утакмице групне фазе за Мађарску на Еуру 2020. где је Мађарска скоро извукла немогуће у утакмицама из „групе смрти” са Француском, Немачком и Португалијом.
За репрезентацију Мађарске је дебитовао 8. јуна 2021. године у пријатељској утакмици против Ирске. Заменио је Адам Салаија у 88. минуту код нерешеног резултата 0 : 0.